# Тирмен (роман)
«Тирмен» — фантастический роман Генри Лайона Олди и Андрея Валентинова, впервые изданный в 2006 году.

## Сюжет
Тирмен — рука Судьбы, рука Великой Дамы по имени Смерть, держащая огнестрельное оружие. Тирмены — привилегированное сословие, которому и жизни, и здоровья отмерено больше, чем обычным людям. Ради скольких-то лет поверх обычного срока жизни, здоровья, уважения скользких личностей, дорвавшихся до власти, главный герой романа Даниил Архангельский идёт в палачи, становясь тирменом. А также ради того, чтобы спасти мир. Жертвами Даниила — руки Смерти — становятся люди, живые мишени…

## Проблематика
Авторы ставят перед читателем ряд вопросов. Каково это — становиться убийцей одних людей, чтобы спасать жизни других? Способен ли нормальный, приличный человек пойти на убийство ради себя и близких и на что он ради них готов? А ради жизни как таковой? А что если когда-то он достигнет предела, перейти который не сможет — ради какой бы то ни было цели — и откажется выполнять задание Великой Дамы, решившись поступить по-своему?

## Художественные особенности
Концовка книги туманна и многовариантна. «Тирмен» — книга, предоставляющая читателю свободу быть соавтором, додумать недосказанное, стать на место героя, дойти вместе с героем до последней черты и сделать свой собственный, нелёгкий и неоднозначный выбор.